# Karl G. Jansky Lecture
Die Karl G. Jansky Lecture und der zugehörige Preis sind ein Preis für Astronomie (und speziell Radioastronomie) des National Radio Astronomy Observatory (NRAO) der USA. Er ist nach Karl Guthe Jansky benannt, der 1932 als Erster Radiosignale aus einer kosmischen Quelle (Zentrum der Milchstraße) fand und damit die Radioastronomie begründete. Der Preisträger hält seine öffentliche Vorlesung in Charlottesville (Sitz des NRAO) und Socorro (New Mexico, in relativer Nähe zum Very Large Array).
Unter den Preisträgern sind sieben spätere Nobelpreisträger (Townes, Purcell, Chandrasekhar, Penzias, Wilson, Fowler, Taylor).

## Preisträger
In Klammern der Titel des Vortrags.
- 1966 John G. Bolton, Direktor des Australian National Radio Astronomy Observatory (Radio Astronomy: Steppingstones to Quasars)
- 1967 Jan Hendrik Oort, Direktor des Observatoriums in Leiden (Large-scale Distribution and Motion of Hydrogen in the Galaxy)
- 1968 Josef Samuilowitsch Schklowski, Leiter der Abteilung Radioastronomie am Sternberg Astronomie Institut der UdSSR (On the Variability of Cosmic Radio Source Emission)
- 1969 Fred Hoyle, Plumian Professor in Cambridge (The Relationship of Astronomy and Physics).
- 1970 Robert H. Dicke, Princeton University (Gravitation and the Universe).
- 1971 Charles H. Townes, University of California, Berkeley (Exploring the Creation)
- 1972 Bart J. Bok, Steward Observatory (Star Birth in the Galaxy)
- 1973 J. Paul Wild, Leiter der Abteilung Radiophysik, CSIRO, Sydney (Exploring the Sun with Radio Waves)
- 1974 Lyman Spitzer, Direktor des Princeton University Observatory (A Space Astronomer Looks at the Interstellar Medium)
- 1975 Grote Reber, Commonwealth Scientific and Industrial Research Organisation, Tasmanien, Australien (Beginning of Radio Astronomy)
- 1976 Edward M. Purcell, Harvard University (A story of spinning particles)
- 1977 Margaret Burbidge, University of California, San Diego (Galaxies, Quasars, and the Space Telescope)
- 1978 Subrahmanyan Chandrasekhar, Universität Chicago (General Relativity in Astronomy at Einstein’s Centennial)
- 1979 Maarten Schmidt, Direktor des Hale-Observatoriums (Quasars as Probes of the Early Universe)
- 1980 Martin Schwarzschild, Princeton University (What Shape Galaxies, Pancakes or Potatoes?)
- 1981 Martin Rees, Plumian Professor in Cambridge (The Next Hundred Billion Years)
- 1982 Philip Morrison, Massachusetts Institute of Technology (The New Waves: Fifty Years of Radio Astronomy)
- 1983 Arno Penzias, Vizepräsident für Forschung, Bell Laboratories (The Astronomical Origin of the Earth’s Materials)
- 1984 Robert Woodrow Wilson, Leiter des Radio Physics Research Department, Bell Laboratories (Millimeter Wave Astronomy)
- 1985 Geoffrey Burbidge, University of California, San Diego (How Strange the Violent Universe?)
- 1986 Robert Hanbury Brown, Universität Sydney (Stars, Photons, and Uncommon Sense)
- 1987 Hendrik van de Hulst, Universität Leiden (Far from the Stars)
- 1988 William A. Fowler, Caltech (The Age of the Observable Universe)
- 1989 Joseph H. Taylor, Princeton University (Time and the Nature of the Universe)
- 1990 Alan H. Barrett, MIT (Molecular Radio Astronomy: The Beginnings)
- 1991 Allan R. Sandage, The Observatories of Carnegie Institution (The Quest for the Curvature of Space)
- 1992 Irwin I. Shapiro, Harvard-Smithsonian Center for Astrophysics (Reckoning the Size of the Universe Through Gravitational Lenses)
- 1993 David S. Heeschen, ehemaliger Direktor des NRAO (The Development of Radio Astronomy in the United States)
- 1994 Vera C. Rubin, Carnegie Institution of Washington, Department of Terrestrial Magnetism (What’s the Matter in the Universe)
- 1995 Jocelyn Bell-Burnell, Open University, (Tick, Tick, Tick, Pulsating Star, How We Wonder What You Are)
- 1996 James M. Moran, Harvard University and Smithsonian Astrophysical Observatory (Brilliant Masers and Mysterious Black Holes)
- 1997 James E. Peebles, Princeton University (The Big Bang and Our Evolving Universe)
- 1998 Bernard Burke, MIT, (Radio Telescopes: Reaching for the Astronomical Frontiers)
- 1999 Frank D. Drake, SETI Institute and University of California, Santa Cruz (Progress in the Search for Extraterrestrial Intelligence)
- 2000 V. Radhakrishnan, Raman Research Institute, Bangalore, Indien (Astronomy’s Devices)
- 2001 William J. Welch, University of California, Berkeley (Astronomical Arrays of the Future; Astronomy, SETI, and More)
- 2002 Shrinivas Kulkarni, Caltech (The Brightest Explosions in the Universe)
- 2003 Donald C. Backer, Radio Astronomy Laboratory, University of California, Berkeley (Massive Black Holes, Gravitational Waves, and Pulsars)
- 2004 Ronald D. Ekers, Australia Telescope National Facility (Paths to Discovery)
- 2005 Rashid Sunyaev, Direktor am Max-Planck-Institut für Astrophysik in Garching (Cosmic Microwave Background Radiation, Clusters of Galaxies and Cosmology)
- 2006 Frank J. Low, Infrared Laboratories, Inc. (How the Spitzer Space Telescope was Designed, Tested and Built)
- 2007 Karl Martin Menten, Max-Planck-Institut für Radioastronomie in Bonn (Tuning in to the Molecular Universe)
- 2008 Arthur M. Wolfe, University of California, San Diego (Finding the Gas that Makes Galaxies)
- 2009 Anthony Readhead, Caltech (The Central Engines that Power Active Galaxies)
- 2010 Reinhard Genzel, Max-Planck-Institut für Extraterrestrische Physik (The Galactic Center Black Hole and Nuclear Star Cluster)
- 2011 Sander Weinreb, Jet Propulsion Laboratory/Caltech (Radio Astronomy from Jansky to the Future: an Engineer’s Point of View)
- 2012 Mark Reid, Harvard-Smithsonian Center for Astrophysics (CfA) (Measuring the Cosmos)
- 2013 Charles L. Bennett, Johns Hopkins University (A Tour of the Universe)
- 2014 Jill Tarter, SETI-Institut (Are We Alone? Searching for Intelligent Life Beyond Earth)
- 2015 Nick Z. Scoville, Caltech (Star and Planet Formation through Cosmic Time)
- 2016 Jacqueline H. van Gorkom, Columbia University (Gas and Galaxy Evolution)
- 2017 Bernard Fanaroff, Square Kilometer Array South Africa (Observing the Universe from Africa: Linking Radio Astronomy and Development)
- 2018 Roger D. Blandford, Stanford University (The Radio Harvest)
- 2019 Anneila Sargent, California Institute of Technology (Expanding Horizons with Millimeter/Submillimeter Astronomy)
- 2020 Martha P. Haynes, Cornell University (70 Years of Studying Hydrogen with Radio Telescopes: From Dark Matter to the Dark Ages)
- 2021 Luis F. Rodriguez, Nationale Autonome Universität von Mexiko (Jets from Stars in the Making)
- 2022 Françoise Combes, Ecole Normale Superieure Paris (Symbiosis between black holes and galaxies)
- 2023 Paul Vanden Bout, National Radio Astronomy Observatory (The ALMA Telescope: The Story of a Science Mega-Project)
- 2024 Ken Kellermann, National Radio Astronomy Observatory (Exploring the Radio Universe)